# Louis De Geer (1759–1830)
Louis De Geer af Leufsta, född 23 september 1759 i Stockholm, död 26 april 1830 i Nyköping, var en svensk militär och hovfunktionär.

## Biografi
De Geer af Leufsta föddes 1759 i Stockholm. Han var son till hovmarskalken friherre Charles De Geer af Leufsta och Catharina Charlotta Ribbing. De Geer blev 16 december 1774 kvartermästare vid Livregementet till häst och 22 maj 1775 fänrik vid Livgardet. Han blev 5 februari 1780 kammarherre hos drottning Sofia Magdalena. De Geer blev 3 maj 1780 löjtnant, 31 mars 1786 stabskapten och 29 januari 1788 överstelöjtnant i armén, edm avsked 19 januari 1789. Han avled 1830 i Nyköping.

### Egendom
De Geer ägde Kristineholm i Helgona socken och Gotthardsberg i Lerbo socken.

### Familj
De Geer gifte sig första gången 29 januari 1788 i Stockholm emd grevinnan Charlotta Cahtarina Bielke (1765–1793), dotter till riksrådet och presidenten greve Nils Adam Bielke och friherrinnan Fredrika Eleonora von Düben. De fick tillsammans barnen Louis De Geer (1788–1791), Carl Edvard De Geer (1790–1791) och kaptenen Jean Jacques De Geer (1792–1829).
Han gifte sig andra gången 28 maj 1795 på Sturefors slott med Gunilla Bielke (1770–1815), som var syster till hans första hustru. De fick tillsammans barnen Louise De Geer (1796–1882) som var gift med överstelöjtnanten greve Gustaf Wachtmeister af Johannishus och kaptenen Charles Lois De Geer (1800–1831).